# Gesetz zur Bekämpfung von Korruption im Gesundheitswesen
Mit dem Gesetz zur Bekämpfung von Korruption im Gesundheitswesen soll Bestechung und Bestechlichkeit im deutschen Gesundheitssystem mit den Mitteln des Strafrechts entgegengetreten werden.
Der Gesetzgeber schloss mit dem Gesetz eine Strafbarkeitslücke, die 2012 durch eine Entscheidung des Großen Senat in Strafsachen des Bundesgerichtshofs sichtbar geworden war. Der Große Senat hatte damals entschieden, dass sich niedergelassene, für die vertragsärztliche Versorgung zugelassene Ärzte nach geltendem Recht nicht wegen Bestechlichkeit strafbar machen können. Er begründete dies damit, dass Vertragsärzte weder Amtsträger im Sinne der §§ 331 ff. StGB noch Beauftragte der gesetzlichen Krankenkassen im Sinne des § 299 StGB seien. Deshalb könnten sie sich auch dann, wenn sie offensichtlich korrupt handeln, strafrechtlich nicht belangt werden.

## Inhalt
Das Gesetz zur Bekämpfung von Korruption im Gesundheitswesen ist rechtstechnisch als Artikelgesetz gestaltet worden, d. h. das Gesetz änderte und ergänzte ausschließlich andere Gesetze, nämlich das Strafgesetzbuch (StGB), das Gerichtsverfassungsgesetz (GVG) und das Fünfte Buch Sozialgesetzbuch – Gesetzliche Krankenversicherung – (SGB V).

### Änderungen im Strafgesetzbuch
Durch Artikel 1 des Gesetzes wurden § 299a und § 299b in das Strafgesetzbuch eingefügt sowie § 300 und § 302 StGB geändert.
Der neue § 299a StGB stellt die Bestechlichkeit im Gesundheitswesen unter Strafe. Dadurch soll gewährleistet werden, dass heilberufliche Verordnungs-, Abgabe- und Zuführungsentscheidungen frei von unzulässiger Einflussnahme getroffen werden. Als Strafe wird Freiheitsstrafe bis zu drei Jahren oder Geldstrafe angedroht. Bei § 299a StGB handelt es sich um ein so genanntes Sonderdelikt: Täter kann nur sein, wer Angehöriger eines Heilberufs ist, „der für die Berufsausübung oder die Führung der Berufsbezeichnung eine staatlich geregelte Ausbildung erfordert“. Dazu zählen sowohl die Angehörigen der akademischen Heilberufe, insbesondere also Ärzte und Apotheker, als auch Personen, die so genannte Gesundheitsfachberufe ausüben, also beispielsweise Gesundheits- und Krankenpfleger, Ergotherapeuten, Logopäden und Physiotherapeuten. Der Nationale Normenkontrollrat geht davon aus, dass künftig gegen etwa 300 Tatverdächtige jährlich wegen des Verdachts der Bestechlichkeit im Gesundheitswesen ermittelt werden wird.
Spiegelbildlich zu § 299a StGB bestimmt der neue § 299b StGB, dass die Bestechung im Gesundheitswesen, also die Bestechung eines Angehörigen eines Heilberufs, mit Freiheitsstrafe bis zu drei Jahren oder Geldstrafe bestraft werden kann.
Geändert wurde § 300 StGB. Nach dieser Vorschrift können besonders schwere Fälle der Bestechlichkeit und Bestechung im Gesundheitswesen mit Freiheitsstrafe von drei Monaten bis zu fünf Jahren bestraft werden. Zuvor galt die Vorschrift nur für schwere Fälle der Bestechung im geschäftlichen Verkehr.
Gemäß dem ebenfalls geänderten § 302 StGB kann der Staat im Wege des erweiterten Verfalls auf Gegenstände zugreifen, die ein Täter durch ein besonders schweres Korruptionsdelikte erlangt hat, insbesondere also auf Bestechungsgelder.

### Weitere Änderungen
Artikel 2 legte durch eine Ergänzung von § 74c des Gerichtsverfassungsgesetzes fest, dass für Korruptionsstraftaten im Gesundheitswesen die Wirtschaftsstrafkammern der Landgerichte zuständig sind.
Artikel 3 änderte und ergänzte das Fünfte Buch Sozialgesetzbuch. Die Kassenärztlichen Vereinigungen und Kassenärztlichen Bundesvereinigungen werden durch den ergänzten § 81a SGB V zu zusätzlichen Antikorruptionsmaßnahmen verpflichtet, die Krankenkassen, ihre Landesverbände und der Spitzenverband Bund der Krankenkassen durch den ergänzten § 197a SGB V. Den genannten Institutionen wurde eine Übergangsfrist bis zum 1. Januar 2017 eingeräumt
Artikel 4 regelt das Inkrafttreten des Gesetzes am Tag nach seiner Verkündung. Das Gesetz enthält – abgesehen von den Übergangsbestimmungen für die Kassenärztlichen Vereinigungen und die Krankenkassen – keine allgemeine Übergangsfrist. Die genannten Strafvorschriften gelten mithin seit dem 4. Juni 2016.

## Geschichte
Als Reaktion auf die Entscheidung des Großen Senats brachten die SPD-geführten Landesregierungen von Hamburg und Mecklenburg-Vorpommern im Mai 2013 den Entwurf eines … Strafrechtsänderungsgesetzes zur Bekämpfung der Korruption im Gesundheitswesen in den Bundesrat ein. Dieser Entwurf sah die Schaffung eines neuen § 299a StGB – Bestechlichkeit und Bestechung im Gesundheitswesen – vor. Der Bundesrat stimmte dem Entwurf zu und brachte ihn als Gesetzesinitiative in den Deutschen Bundestag ein. Dort wurde er jedoch – angeblich auf Druck der FDP – vor Ablauf der Legislaturperiode im Herbst 2013 nicht mehr abschließend behandelt. Die Gesetzesinitiative hatte sich damit zunächst erledigt.
Im Januar 2015 unternahm der Freistaat Bayern einen neuen Vorstoß für ein Antikorruptionsgesetz. Der bayerische Entwurf eines Gesetzes zur Bekämpfung der Korruption im Gesundheitswesen vom 15. Januar 2015 entsprach inhaltlich im Wesentlichen dem ersten Gesetzentwurf aus dem Jahr 2013. Wegen Bestechlichkeit im Gesundheitswesen sollten ausschließlich „Angehörige eines Heilberufs, für den im gesamten Inland berufsständische Kammern eingerichtet sind“, – also insbesondere Ärzte und Apotheker – verfolgt werden können. Angehörige der Gesundheitsfachberufe wären von dem neuen Straftatbestand nicht betroffen gewesen. Die Tatbestände der Bestechung und Bestechlichkeit waren als Offizialdelikte ausgestaltet, d. h. die Staatsanwaltschaften sollten bei dem Verdacht auf Korruption im Gesundheitswesen auch ohne Strafantrag ermitteln. Der Gesetzentwurf wurde im Bundesrat diskutiert und dann zur weiteren Behandlung an die zuständigen Bundesratsausschüsse verwiesen.
Fast zeitgleich hatte die Bundesregierung den Entwurf eines Gesetzes zur Bekämpfung der Korruption auf den parlamentarischen Weg gebracht. Dieser Entwurf hatte unter anderem die Strafbarkeit Korruption im geschäftlichen Verkehr (§ 299 StGB) sowie der Bestechlichkeit und Bestechung von ausländischen und internationalen Amtsträgern (§ 335a StGB) zum Inhalt, klammerte das Gesundheitswesen jedoch vollständig aus.
Am 14. August 2015 legte die Bundesregierung dann einen Entwurf eines Gesetzes zur Bekämpfung von Korruption im Gesundheitswesen vor. Dieser Entwurf war einerseits weitreichender als der bayerische Entwurf, als er den Kreis der potenziellen Täter von Bestechlichkeit auch auf die nichtakademischen Heilberufe erweiterte. Andererseits sah der Regierungsentwurf vor, dass Bestechlichkeit im Gesundheitswesen nicht von Amts wegen verfolgt werden sollte, sondern nur auf Antrag. Antragsberechtigt sollten unter anderem die Ärzte- und Apothekerkammern und die privaten und gesetzlichen Krankenversicherungen sein.
Im laufenden Gesetzgebungsverfahren wurde das Strafantragserfordernis jedoch aus dem Gesetzentwurf der Bundesregierung gestrichen. Begründet wurde dies damit, dass die „Integrität heilberuflicher Entscheidungen […] ein überindividuelles Rechtsgut von großer Bedeutung“ sei. Die Begehung einer Straftat der Bestechlichkeit oder Bestechung im Gesundheitswesen berühre damit stets auch die Interessen der Allgemeinheit, nicht nur die Belange von Kammern und Versicherungen.
Der Deutsche Bundestag stimmte am 14. April 2016 mit den Stimmen der Koalitionsfraktionen CDU/CSU und SPD mehrheitlich für den Gesetzentwurf der Bundesregierung in der modifizierten Fassung. Die Abgeordneten der Fraktion Die Linke stimmten gegen den Entwurf; die Abgeordneten der Fraktion Bündnis 90/Die Grünen enthielten sich der Stimme.
Der Gesetzentwurf passierte am 13. Mai 2016 ohne Einspruch den Bundesrat. Die Länderkammer wies jedoch in einer Entschließung darauf hin, es nicht für sachgerecht zu halten, „dass der Gesetzesbeschluss […] allein wettbewerbsbezogene Handlungen erfasst, die patientenschutzbezogene Handlungsmodalität des ‚Verstoßes gegen berufsrechtliche Pflichten‘ hingegen ausspart und damit wesentliche Inhalte und Schutzzwecke des Gesetzes wegfallen“. Zudem würde die „Beschränkung des Gesetzes auf den Bezug und die Verordnung von Arznei- und Heilmitteln sowie Medizinprodukten dazu [führen], dass ganze Berufsgruppen, vor allem die der Apothekerinnen und Apotheker, aus dem Anwendungsbereich des Gesetzes“ herausfielen.
Das Gesetz wurde am 3. Juni 2016 im Bundesgesetzblatt verkündet und trat am 4. Juni 2016 in Kraft.